# Pecten
Pecten са род соленоводни морски миди от семейство Pectinidae и типов за семейството род.
От 1904 г. формата и вида на черупката на представителите от род Pecten се използва като лого за петролната компания Роял Дъч Шел.

## Видове
Видовете от род Pecten са както следва:
- Pecten albicans
- Pecten maximus
- Pecten novaezealandiae
- Pecten sulcicostatus Sowerby II, 1842[3][4]
- Pecten yessoensis